# Лаутерталь (Фогельсберг)
Лаутерталь (нем. Lautertal) — община в Германии, в земле Гессен. Подчиняется административному округу Гиссен. Входит в состав района Фогельсберг. Население составляет 2472 человека (на 31 декабря 2010 года). Занимает площадь 53,61 км².